# László Márton
László Márton (n. 23 aprilie 1959) este un scriitor, eseist și traducător maghiar.